# Años 640 a. C.
Los años 640 antes de Cristo transcurrieron entre los años 649 a. C. y 640 a. C. 

## Acontecimientos

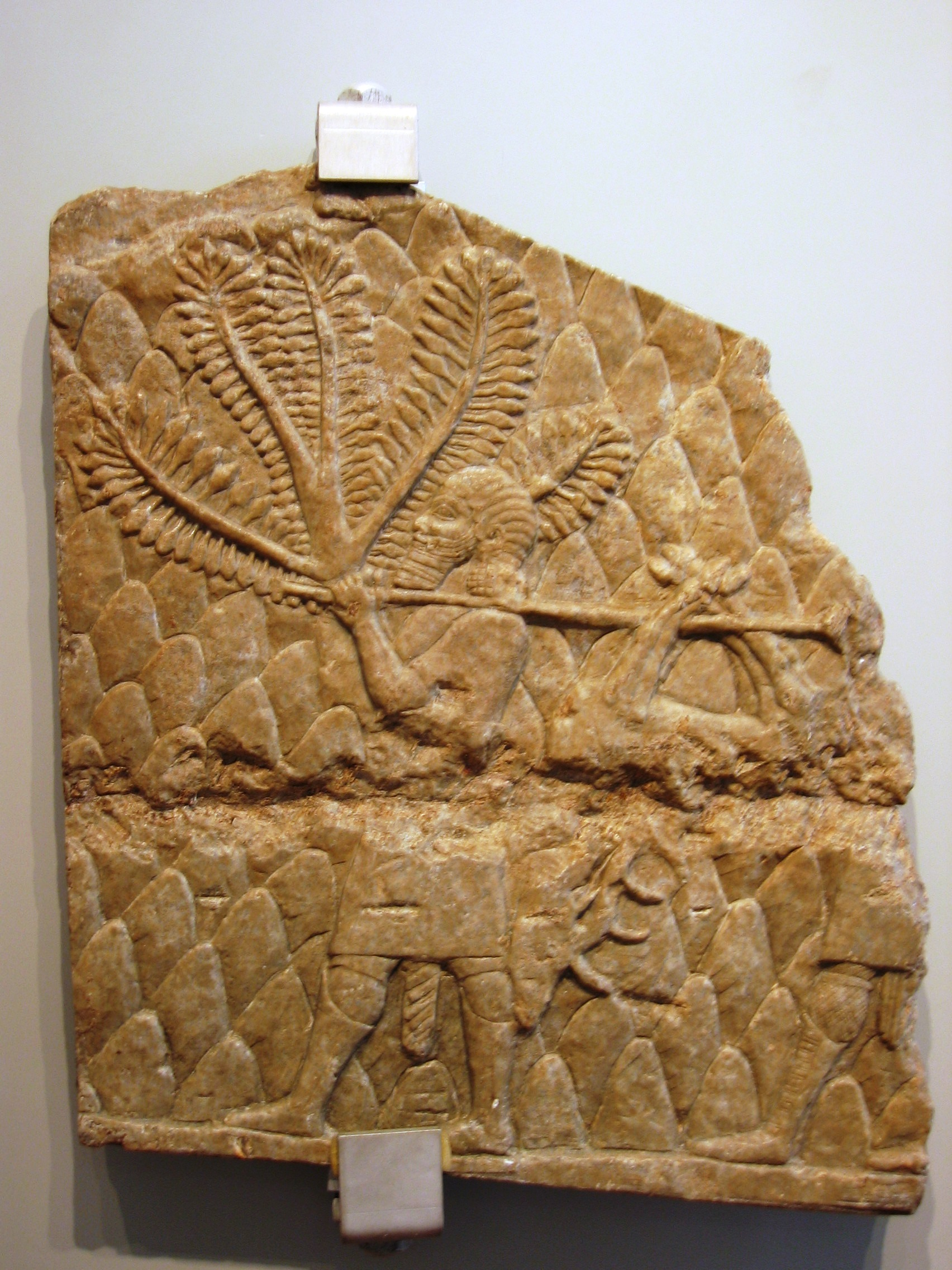
Relieve de la época de Asurbanipal.

- El rey asirio Asurbanipal funda la biblioteca que incluye la copia más temprana del Poema de Gilgamesh.
- 649 a. C. — Indabigash sucede a Tammaritu como rey del Imperio elamita.
- 649 a. C. — Rebelión babilonia bajo Shamash-shum-ukin aplastada por los asirios.
- 648a.C.:
  - Ardis, rey de Lidia (reino que aproximadamente correspondió a la actual Turquía asiática), acuña monedas como medio de intercambio comercial. Nacimiento del dinero.[1]
  - El pancracio se convierte en prueba de los Juegos olímpicos en la antigüedad.
  - 6 de abril: Se produce el eclipse solar más antiguo documentado por los griegos.
- H. 647 a. C. — Se realiza el jardín de Asurbanipal y su reina en Nínive (actual Kuyunjik, Irak). Actualmente está en el Museo Británico, Londres.
- 646 a. C. - Batalla entre el rey asirio Asurbanipal y Khumma-Khaldash III de Elam.
- 645 a. C. — En el libro chino de los Anales de primavera y otoño, se documenta que el 24 de diciembre de este año se vieron cinco meteoritos en el cielo sobre lo que hoy es la parte septentrional del condado de Shanqiu, provincia de Henan. Fue la primera documentación china de meteoros.
- 645 a. C. — Asiria y Media conquistan Elam.
- 642 a. C./641 a. C. — Muerte de Tulio Hostilio; Anco Marcio se convierte en el cuarto rey de Roma (fecha tradicional).
- 640 a. C. — Gran victoria de Asiria sobre el Imperio elamita.

## Personas destacadas
- 645 a. C. — Fallecimiento de Guan Zhong, primer ministro del estado chino de Qi
- 645 a. C. — Fallecimiento de Arquíloco, antiguo poeta griego (fecha aproximada)
- 643 a. C. — Fallecimiento de Manasés de Judá
- 643 a. C. — Fallecimiento del duque Huan de Qi en China
- 641 a. C. — Josías se convierte en rey de Judá
- 640 a. C. — Nacimiento de Estesícoro, poeta griego (fecha aproximada)